# Augustine Okocha
Augustine Okocha (anglès: Jay-Jay Okocha)  (Enugu, 14 d'agost de 1973) conegut com a "Jay Jay" Okocha és un futbolista retirat nigerià que jugava de migcampista atacant.

## Trajectòria esportiva
- Enugu Rangers
- Borussia Neunkirchen: 1990-1992, 35 partits (7 gols)
- Eintracht Frankfurt: 1992-1996, 90 (16)
- Fenerbahçe SK: 1996-1998, 63 (30)
- Paris St-Germain: 1998-2002, 84 (12)
- Bolton Wanderers FC: 2002-2006, 145 (18)
- Qatar SC: 2006-2007, 29 (5)
- Hull City AFC: 2007-avui, 0 (0)